# اپرا نورلندز

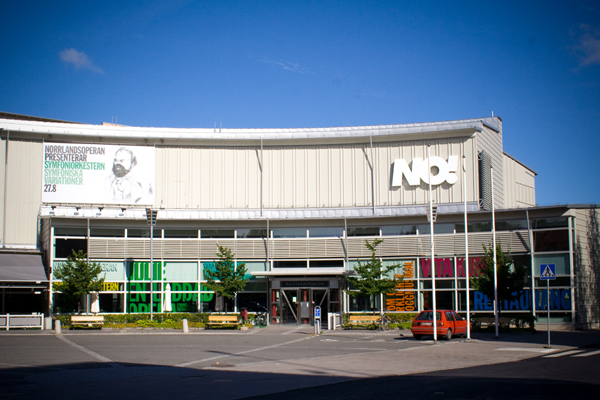
اپرا نورلندز

اپرا نورلندز (به سوئدی: NorrlandsOperan) به اختصار NOP یک مجموعه مخصوص برگزاری تئاتر و کنسرت در شهر اومئو، سوئد است.
این مجموعه که در سال ۱۹۷۴ میلادی ساخته شده است در مالکیت شهرداری اومئو (۴۰٪) و شورای استان وستربوتن (۶۰٪) قرار دارد. 

## امکانات
- سالن تئاتر: ۴۷۰ صندلی
- سالن کنسرت: ۵۶۹ صندلی
- Black Box: بیش از ۲۶۰ صندلی
- B-salen (B-Hall): ۶۴ صندلی (مخصوص کودکان)